# Patrick Agyemang (calciatore 2000)
Patrick K. Agyemang (East Hartford, 7 novembre 2000) è un calciatore statunitense, attaccante del Derby County e della nazionale statunitense.

## Carriera

### Club
Dopo gli inizi nell'Hartford Hellions, Agyemang ha giocato con gli Eastern Connecticut Warrios nel periodo in cui ha frequentato la Eastern Connecticut State University. Nel 2020 si è trasferito all'università di Rhode Island dove ha giocato con la selezione locale dei Rhode Island Rams. Nel 2021 ha giocato alcuni incontri in USL League Two con la maglia dei Western Mass Pioneers.
Il 22 dicembre 2022 è stato selezionato dal Charlotte FC nel SuperDraft ed il 24 febbraio 2023 ha firmato ufficialmente un contratto professionistico.Inizialmente assegnato ai Crown Legacy FC, ha debuttato il 26 marzo nell'incontro di MSL Next Pro perso ai rigori contro l'Huntsville City ed il 23 aprile ha segnato il suo primo gol contro il Columbus Crew, decisivo nella vittoria per 1-0.
Il 25 maggio seguente ha debuttato in prima squadra nell'incontro valegole per gli ottavi di finale di Lamar Hunt U.S. Open Cup perso 1-0 contro il Birmingham Legion e tre giorni dopo ha debuttato in MLS nel successo per 1-0 contro il LA Galaxy. L'11 giugno seguente ha segnato il suo primo gol in prima squadra nel pareggio per 3-3 contro il Seattle Sounders.

### Nazionale
Il 18 gennaio 2025 ha esordito con gli Stati Uniti nell'amichevole vinta per 3-1 contro Venezuela in cui ha realizzato un gol.

## Statistiche

### Presenze e reti nei club
Statistiche aggiornate al 1° luglio 2025.
| Stagione            | Squadra               | Campionato          | Campionato | Campionato | Coppe nazionali | Coppe nazionali | Coppe nazionali | Coppe continentali | Coppe continentali | Coppe continentali | Altre coppe | Altre coppe | Altre coppe | Totale | Totale | Totale |
| Stagione            | Squadra               | Comp                | Pres       | Reti       | Comp            | Pres            | Reti            | Comp               | Pres               | Reti               | Comp        | Pres        | Reti        | Pres   | Reti   |        |
| ------------------- | --------------------- | ------------------- | ---------- | ---------- | --------------- | --------------- | --------------- | ------------------ | ------------------ | ------------------ | ----------- | ----------- | ----------- | ------ | ------ | ------ |
| 2021                | Western Mass Pioneers | USL2                | 13         | 5          |                 | -               | -               |                    | -                  | -                  |             | -           | -           | 13     | 5      |        |
| 2023                | Crown Legacy FC       | MNP                 | 12         | 10         |                 | -               | -               |                    | -                  | -                  |             | -           | -           | 12     | 10     |        |
| 2023                | Charlotte FC          | MLS                 | 13         | 2          | USOC            | 1               | 0               |                    | -                  | -                  | LC          | 4           | 2           | 18     | 4      |        |
| 2024                | Charlotte FC          | MLS                 | 31+3       | 10+0       |                 | -               | -               |                    | -                  | -                  | LC          | 2           | 0           | 36     | 10     |        |
| 2025                | Charlotte FC          | MLS                 | 16         | 6          | USOC            | 2               | 2               | -                  | -                  | -                  | LC          | 0           | 0           | 18     | 8      |        |
| Totale Charlotte FC | Totale Charlotte FC   | Totale Charlotte FC | 60+3       | 18         |                 | 3               | 2               |                    | -                  | -                  |             | 6           | 2           | 72     | 22     |        |
| Totale carriera     | Totale carriera       | Totale carriera     | 88         | 33         |                 | 3               | 2               |                    | -                  | -                  |             | 6           | 2           | 97     | 37     |        |

### Cronologia presenze e reti in nazionale
| Cronologia completa delle presenze e delle reti in nazionale ― Stati Uniti | Cronologia completa delle presenze e delle reti in nazionale ― Stati Uniti | Cronologia completa delle presenze e delle reti in nazionale ― Stati Uniti | Cronologia completa delle presenze e delle reti in nazionale ― Stati Uniti | Cronologia completa delle presenze e delle reti in nazionale ― Stati Uniti | Cronologia completa delle presenze e delle reti in nazionale ― Stati Uniti | Cronologia completa delle presenze e delle reti in nazionale ― Stati Uniti | Cronologia completa delle presenze e delle reti in nazionale ― Stati Uniti |
| Data                                                                       | Città                                                                      | In casa                                                                    | Risultato                                                                  | Ospiti                                                                     | Competizione                                                               | Reti                                                                       | Note                                                                       |
| -------------------------------------------------------------------------- | -------------------------------------------------------------------------- | -------------------------------------------------------------------------- | -------------------------------------------------------------------------- | -------------------------------------------------------------------------- | -------------------------------------------------------------------------- | -------------------------------------------------------------------------- | -------------------------------------------------------------------------- |
| 18-1-2025                                                                  | Fort Lauderdale                                                            | Stati Uniti                                                                | 3 – 1                                                                      | Venezuela                                                                  | Amichevole                                                                 | 1                                                                          | 65’                                                                        |
| 23-1-2025                                                                  | Orlando                                                                    | Stati Uniti                                                                | 3 – 0                                                                      | Costa Rica                                                                 | Amichevole                                                                 | 1                                                                          | 75’                                                                        |
| 20-3-2025                                                                  | Inglewood                                                                  | Stati Uniti                                                                | 0 – 1                                                                      | Panama                                                                     | CONCACAF Nations League 2024-2025 - Semifinale                             | -                                                                          | 68’                                                                        |
| 23-3-2025                                                                  | Inglewood                                                                  | Canada                                                                     | 2 – 1                                                                      | Stati Uniti                                                                | CONCACAF Nations League 2024-2025 - Finale 3º posto                        | 1                                                                          | 78’                                                                        |
| 7-6-2025                                                                   | East Hartford                                                              | Stati Uniti                                                                | 1 – 2                                                                      | Turchia                                                                    | Amichevole                                                                 | -                                                                          | 75’                                                                        |
| 10-6-2025                                                                  | Nashville                                                                  | Stati Uniti                                                                | 0 – 4                                                                      | Svizzera                                                                   | Amichevole                                                                 | -                                                                          | 46’ 90+2’                                                                  |
| 15-6-2025                                                                  | San Jose                                                                   | Stati Uniti                                                                | 5 – 0                                                                      | Trinidad e Tobago                                                          | Gold Cup 2025 - 1º turno                                                   | 1                                                                          | 73’                                                                        |
| 19-6-2025                                                                  | Austin                                                                     | Arabia Saudita                                                             | 0 – 1                                                                      | Stati Uniti                                                                | Gold Cup 2025 - 1º turno                                                   | -                                                                          | 88’                                                                        |
| 22-6-2025                                                                  | Arlington                                                                  | Stati Uniti                                                                | 2 – 1                                                                      | Haiti                                                                      | Gold Cup 2025 - 1° turno                                                   | 1                                                                          | 82’                                                                        |
| 29-6-2025                                                                  | Minneapolis                                                                | Stati Uniti                                                                | 2 – 2 (4 – 3 dtr)                                                          | Costa Rica                                                                 | Gold Cup 2025 - Quarti di finale                                           | -                                                                          | 90’                                                                        |
| 2-7-2025                                                                   | St. Louis                                                                  | Stati Uniti                                                                | 2 – 1                                                                      | Guatemala                                                                  | Gold Cup 2025 - Semifinale                                                 | -                                                                          | 85’                                                                        |
| 6-7-2025                                                                   | Houston                                                                    | Stati Uniti                                                                | 1 – 2                                                                      | Messico                                                                    | Gold Cup 2025 - Finale                                                     | -                                                                          |                                                                            |
| Totale                                                                     |                                                                            | Presenze                                                                   | 12                                                                         |                                                                            | Reti                                                                       | 5                                                                          |                                                                            |